# Michael Svensson
Michael Lennart Svensson (Värnamo, 1975. november 25. –) svéd válogatott labdarúgó, jelenleg a Halmstads BK játékosa. Posztját tekintve belsővédő.
A svéd válogatott tagjaként részt vett a 2002-es világbajnokságon.

## Sikerei, díjai
Halmstads BK
- Svéd bajnok (1): 2000

Southampton
- Angol kupadöntős (1): 2002–03